# Trachysma
Trachysma là một chi ốc biển, là động vật thân mềm chân bụng sống ở biểns trong họ Pendromidae.

## Các loài
Các loài trong chi Trachysma gồm có:
- Trachysma ignobile Thiele, 1912[2]
- Trachysma antarctica Numanami, 1996[3]
- Trachysma tenue Thiele, 1912[4]